# Pakhtakor Tachkent
Maillots
Actualités
Le Pakhtakor Tachkent futbol klubi (en ouzbek : Пахтакор Тошкент футбол клуби), plus couramment abrégé en Pakhtakor Tachkent, est un club ouzbek de football fondé en 1956 et basé à Tachkent, la capitale du pays.

## Histoire
Le 11 août 1979, l'intégralité de l'équipe est tuée lors d'un accident aérien en Ukraine.

## Bilan sportif

### Palmarès
| Période ouzbèke | Période soviétique                                                                                                |
| --- | --- |
| - Championnat d'Ouzbékistan (16) : - Champion : 1992, 1998, 2002, 2003, 2004, 2005, 2006, 2007, 2012, 2014, 2015, 2019, 2020, 2021, 2022 et 2023. - Vice-champion : 1993, 2001, 2008, 2009 et 2010. - Coupe d'Ouzbékistan (13) : - Vainqueur : 1993, 1997, 2001, 2002, 2003, 2004, 2005, 2006, 2007, 2009, 2011, 2019 et 2020. - Finaliste : 1996, 2008, 2018 et 2021. - Supercoupe d'Ouzbékistan : (2) - Vainqueur : 2021 et 2022 - Finaliste : 1999 et 2015. - Coupe de la CEI (1) : - Vainqueur : 2007. - Finaliste : 2008. | - Coupe d'Union soviétique : - Finaliste : 1968. - Championnat d'Union soviétique de D2 (1) : - Vainqueur : 1972. |

### Classements en championnat
La frise ci-dessous résume les classements successifs du club dans le championnat d'Union soviétique.
La frise ci-dessous résume les classements successifs du club dans le championnat d'Ouzbékistan.

### Bilan par saison
Légende
- Vainqueur de la compétition
- Vice-champion ou finaliste de la compétition
- Troisième de la compétition
- Promotion en division supérieure
- Relégation en division inférieure

#### Période soviétique
| Saison | Championnat | Championnat | Championnat | Championnat | Championnat | Championnat | Championnat | Championnat | Championnat | Championnat | Coupe d'URSS        |
| Saison | Division    | Pos         | Pts         | J           | V           | N           | D           | BP          | BC          | Diff        | Coupe d'URSS        |
| ------ | ----------- | ----------- | ----------- | ----------- | ----------- | ----------- | ----------- | ----------- | ----------- | ----------- | ------------------- |
| 1956   | 2e Zone 2   | 13e         | 30          | 34          | 12          | 6           | 16          | 44          | 53          | -9          | —                   |
| 1957   | 2e Zone 3   | 10e         | 24          | 30          | 9           | 6           | 15          | 36          | 39          | -3          | Premier tour Q      |
| 1958   | 2e Zone 5   | 4e          | 38          | 30          | 14          | 10          | 6           | 55          | 33          | +22         | Quarts de finale    |
| 1959   | 2e Zone 6   | 4e          | 32          | 26          | 13          | 6           | 7           | 40          | 33          | +7          | —                   |
| 1960   | 1re         | 14e         | 29          | 30          | 11          | 7           | 12          | 36          | 44          | -8          | Premier tour Q      |
| 1961   | 1re         | 10e         | 30          | 30          | 11          | 8           | 11          | 44          | 61          | -17         | Seizièmes de finale |
| 1962   | 1re         | 6e          | 23          | 22          | 9           | 5           | 8           | 24          | 33          | -9          | Seizièmes de finale |
| 1963   | 1re         | 20e         | 21          | 38          | 4           | 13          | 21          | 44          | 83          | -39         | Seizièmes de finale |
| 1964   | 2e          | 3e          | 31          | 26          | 10          | 11          | 5           | 31          | 20          | +11         | Deuxième tour       |
| 1965   | 1re         | 10e         | 32          | 32          | 10          | 12          | 10          | 34          | 40          | -6          | Seizièmes de finale |
| 1966   | 1re         | 9e          | 38          | 36          | 10          | 18          | 8           | 36          | 32          | +4          | Huitièmes de finale |
| 1967   | 1re         | 15e         | 29          | 36          | 5           | 19          | 12          | 31          | 42          | -11         | Quarts de finale    |
| 1968   | 1re         | 17e         | 29          | 38          | 9           | 11          | 18          | 42          | 61          | -19         | Finale              |
| 1969   | 1re         | 16e         | 35          | 34          | 13          | 9           | 12          | 35          | 37          | -2          | Seizièmes de finale |
| 1970   | 1re         | 13e         | 28          | 32          | 8           | 12          | 12          | 28          | 46          | -18         | Huitièmes de finale |
| 1971   | 1re         | 15e         | 26          | 30          | 8           | 10          | 12          | 29          | 46          | -17         | Huitièmes de finale |
| 1972   | 2e          | 1er         | 55          | 38          | 24          | 7           | 7           | 74          | 36          | +38         | Seizièmes de finale |
| 1973   | 1re         | 12e         | 20          | 30          | 9           | 6           | 15          | 37          | 44          | -7          | Huitièmes de finale |
| 1974   | 1re         | 8e          | 30          | 30          | 10          | 10          | 10          | 45          | 44          | +1          | Seizièmes de finale |
| 1975   | 1re         | 15e         | 23          | 30          | 8           | 7           | 15          | 31          | 44          | -13         | Quarts de finale    |
| 1976   | 2e          | 3e          | 48          | 38          | 18          | 12          | 8           | 63          | 31          | +32         | Seizièmes de finale |
| 1977   | 2e          | 2e          | 52          | 38          | 19          | 14          | 5           | 57          | 28          | +29         | Quarts de finale    |
| 1978   | 1re         | 11e         | 26          | 30          | 9           | 8           | 13          | 42          | 43          | -1          | Huitièmes de finale |
| 1979   | 1re         | 9e          | 30          | 34          | 11          | 9           | 14          | 42          | 53          | -11         | Phase de groupes    |
| 1980   | 1re         | 16e         | 26          | 34          | 9           | 8           | 17          | 26          | 43          | -17         | Quarts de finale    |
| 1981   | 1re         | 18e         | 19          | 34          | 7           | 5           | 22          | 34          | 58          | -24         | Phase de groupes    |
| 1982   | 1re         | 6e          | 36          | 34          | 13          | 11          | 10          | 42          | 38          | +4          | Quarts de finale    |
| 1983   | 1re         | 10e         | 35          | 34          | 13          | 9           | 12          | 37          | 34          | +3          | Huitièmes de finale |
| 1984   | 1re         | 17e         | 25          | 34          | 10          | 5           | 19          | 37          | 58          | -21         | Seizièmes de finale |
| 1985   | 2e          | 14e         | 40          | 38          | 14          | 13          | 11          | 48          | 38          | +10         | Seizièmes de finale |
| 1986   | 2e          | 17e         | 40          | 46          | 15          | 10          | 21          | 55          | 73          | -18         | Seizièmes de finale |
| 1987   | 2e          | 7e          | 44          | 42          | 16          | 12          | 14          | 47          | 44          | +3          | Deuxième tour       |
| 1988   | 2e          | 5e          | 52          | 42          | 21          | 10          | 11          | 64          | 38          | +26         | Huitièmes de finale |
| 1989   | 2e          | 12e         | 43          | 42          | 16          | 11          | 15          | 59          | 44          | +15         | Premier tour        |
| 1990   | 2e          | 2e          | 54          | 38          | 23          | 8           | 7           | 80          | 45          | +35         | Huitièmes de finale |
| 1991   | 1re         | 14e         | 25          | 30          | 9           | 7           | 14          | 37          | 45          | -8          | Premier tour        |
| 1991   | 1re         | 14e         | 25          | 30          | 9           | 7           | 14          | 37          | 45          | -8          | Huitièmes de finale |

#### Période ouzbèke
| Saison | Championnat | Championnat | Championnat | Championnat | Championnat | Championnat | Championnat | Championnat | Championnat | Championnat | Coupe d'Ouzbékistan |
| Saison | Division    | Pos         | Pts         | J           | V           | N           | D           | BP          | BC          | Diff        | Coupe d'Ouzbékistan |
| ------ | ----------- | ----------- | ----------- | ----------- | ----------- | ----------- | ----------- | ----------- | ----------- | ----------- | ------------------- |
| 1992   | 1re         | 1er         | 51          | 32          | 24          | 3           | 5           | 94          | 40          | +54         | Premier tour        |
| 1993   | 1re         | 2e          | 47          | 30          | 20          | 7           | 3           | 74          | 29          | +46         | Vainqueur           |
| 1994   | 1re         | 8e          | 35          | 30          | 13          | 9           | 8           | 56          | 37          | +19         | Demi-finales        |
| 1995   | 1re         | 4e          | 65          | 30          | 20          | 5           | 5           | 67          | 27          | +40         | Quarts de finale    |
| 1996   | 1re         | 6e          | 48          | 30          | 15          | 3           | 12          | 50          | 30          | +20         | Finale              |
| 1997   | 1re         | 5e          | 61          | 34          | 18          | 7           | 9           | 65          | 35          | +30         | Vainqueur           |
| 1998   | 1re         | 1er         | 76          | 30          | 24          | 4           | 2           | 96          | 29          | +67         | Demi-finales        |
| 1999   | 1re         | 4e          | 58          | 30          | 18          | 4           | 8           | 69          | 42          | +27         | —                   |
| 2000   | 1re         | 7e          | 60          | 38          | 17          | 9           | 12          | 67          | 51          | +16         | Quarts de finale    |
| 2001   | 1re         | 2e          | 72          | 34          | 23          | 3           | 8           | 72          | 32          | +40         | Vainqueur           |
| 2002   | 1re         | 1er         | 74          | 30          | 24          | 2           | 4           | 85          | 22          | +63         | Vainqueur           |
| 2003   | 1re         | 1er         | 77          | 30          | 25          | 2           | 3           | 78          | 15          | +63         | Vainqueur           |
| 2004   | 1re         | 1er         | 69          | 26          | 22          | 3           | 1           | 81          | 15          | +66         | Vainqueur           |
| 2005   | 1re         | 1er         | 65          | 26          | 21          | 2           | 3           | 78          | 15          | +63         | Vainqueur           |
| 2006   | 1re         | 1er         | 77          | 30          | 25          | 2           | 3           | 84          | 12          | +72         | Vainqueur           |
| 2007   | 1re         | 1er         | 82          | 30          | 26          | 4           | 0           | 83          | 13          | +70         | Vainqueur           |
| 2008   | 1re         | 2e          | 74          | 30          | 23          | 5           | 2           | 64          | 14          | +50         | Finale              |
| 2009   | 1re         | 2e          | 64          | 30          | 18          | 10          | 2           | 69          | 16          | +53         | Vainqueur           |
| 2010   | 1re         | 2e          | 57          | 26          | 17          | 6           | 3           | 41          | 19          | +22         | Quarts de finale    |
| 2011   | 1re         | 3e          | 51          | 26          | 15          | 6           | 5           | 33          | 17          | +16         | Vainqueur           |
| 2012   | 1re         | 1er         | 59          | 26          | 18          | 5           | 3           | 51          | 16          | +35         | Demi-finales        |
| 2013   | 1re         | 4e          | 54          | 26          | 17          | 3           | 6           | 45          | 25          | +20         | Demi-finales        |
| 2014   | 1re         | 1er         | 72          | 26          | 23          | 3           | 0           | 54          | 14          | +40         | Demi-finales        |
| 2015   | 1re         | 1er         | 75          | 30          | 24          | 3           | 3           | 66          | 23          | +43         | Demi-finales        |
| 2016   | 1re         | 5e          | 52          | 30          | 15          | 7           | 8           | 49          | 30          | +19         | Troisième tour      |
| 2017   | 1re         | 3e          | 59          | 30          | 18          | 5           | 7           | 44          | 28          | +16         | Huitièmes de finale |
| 2018   | 1re         | 2e          | 46          | 20          | 11          | 4           | 5           | 38          | 17          | +21         | Finale              |
| 2019   | 1re         | 1er         | 69          | 26          | 22          | 3           | 1           | 75          | 18          | +57         | Vainqueur           |
| 2020   | 1re         | 1er         | 65          | 26          | 21          | 2           | 3           | 76          | 18          | +58         | Vainqueur           |
| 2021   | 1re         | 1er         | 60          | 26          | 19          | 3           | 4           | 51          | 18          | +33         | Finale              |
| 2022   | 1re         | 1er         | 54          | 26          | 15          | 9           | 2           | 47          | 18          | +29         | Quarts de finale    |
| 2023   | 1re         | 1er         | 53          | 26          | 16          | 5           | 5           | 41          | 25          | +16         | Huitièmes de finale |

## Joueurs et personnalités du club

### Entraîneurs du club
La liste suivante présente les entraîneurs du club depuis 1956,.
- Valentin Bekhtenev (1956)
- Iouri Khodotov (ru) (janvier 1957-juillet 1957)
- Lev Olchanski (septembre 1957-1959)
- Aleksandr Keller (ru) (1960-juillet 1963)
- Gavriil Kachalin (juillet 1963-décembre 1963)
- Aleksandr Abramov (janvier 1964-juillet 1964)
- Saveli Safronov (ru) (juillet 1964-août 1964)
- Boris Nabokov (ru) (août 1964-novembre 1964)
- Mikhail Yakushin (1965-1966)
- Boris Arkadiev  (1967)
- Ievgueni Ieliseïev (1968)
- Mikhail Yakushin (1969-1970)
- Aleksandr Keller (ru) (1971)
- Viatcheslav Soloviov (1972-juin 1975)
- Gavriil Kachalin (juillet 1975-décembre 1975)
- Anatoli Bashashkin (janvier 1976-juin 1976)
- Guennadi Krasnitski (1976)
- Aleksandr Kochetkov (1977-1978)
- Oleh Bazylevych (en) (1979)
- Sergueï Mossiaguine (en) (janvier 1980-septembre 1980)
- Ishtvan Sekech (en) (octobre 1980-juillet 1985)
- Viktor Tikhonov (juillet 1985-1986)
- Berador Abduraimov (1987-1988)
- Viktor Nosov (en) (1989)
- Fiodor Novikov (en) (1990-juin 1991)
- Aleksandr Tarkhanov (novembre 1991-mars 1992)
- Ahrol Inoyatov (ru) (mars 1992-décembre 1992)
- Bakhodir Ibragimov (ru) (1993)
- Rustam Akramov (1994)
- Ahrol Inoyatov (ru) (1994)
- Vitaly Suyunov (intérim)(1994)
- Hans Verèl (1995-1996)
- Aleksandr Ivankov (ru) (juin 1996-1997)
- Ubirajara Veiga (1998)
- Ahmad Ubaydullaev (janvier 1999-mai 1999)
- Grigori Tseïtline (mai 1999-décembre 1999)
- Aleksandr Ivankov (ru) (février 2000-juin 2000)
- Sergueï Boutenko (juillet 2001-février 2002)
- Viktor Djalilov (février 2002-décembre 2002)
- Täçmyrat Agamyradow (2003-août 2005)
- Ravshan Khaydarov (en) (août 2005-janvier 2006)
- Valeri Nepomniachi (janvier 2006-août 2006)
- Ravshan Khaydarov (août 2006-octobre 2008)
- Viktor Djalilov (octobre 2008-décembre 2009)
- Miodrag Radulović (en) (janvier 2010-mai 2010)
- Ravshan Khaydarov (mai 2010-septembre 2011)
- Murod Ismailov (intérim) (septembre 2011-décembre 2011)
- Dejan Đurđević (en) (décembre 2011-juin 2012)
- Murod Ismailov (juin 2012-janvier 2014)
- Samvel Babayan (janvier 2014-juin 2015)
- Numon Khasanov (en) (juillet 2015-mai 2016)
- Grigoriy Kolosovskiy (juin 2016-avril 2017)
- Ravshan Khaydarov (en) (avril 2017-juin 2017)
- Shota Arveladze (juin 2017-)